# Fernando Verdasco Carmona
Fernando Verdasco Carmona (Madrid, 15 de novembre de 1983) és un tennista professional espanyol. Es caracteritza per ser un jugador agressiu i dur a la pista. Ha aconseguit guanyar en set torneigs individuals i set més de dobles, entre els quals destaca ATP World Tour Finals 2013 i tres títols de Copa Davis (2008, 2009, 2011). El seu millor resultat en un torneig de Grand Slam fou les semifinals de l'Open d'Austràlia 2009.

## Biografia
Fill de José i Olga, propietaris d'un restaurant madrileny, i té dues germanes més joves, Sara i Ana. Verdasco va començar a jugar a tennis amb quatre anys practicant amb el seu pare. Amb onze anys va deixar l'escola per centrar-se amb el tennis mentre el seu pare es dedicava a la seva formació acadèmica.
Se li va diagnosticar Trastorn per dèficit d'atenció amb hiperactivitat de petit, però no va rebre cap tractament especial per evitar problemes de dopatge. És seguidor de Reial Madrid i de la banda anglesa Oasis. Va tenir una relació amorosa amb la model de roba interior Jarah Mariano, i actualment amb Ana Boyer, filla del polític i exMinistre d'Economia i Hisenda Miguel Boyer Salvador i Isabel Preysler.

## Palmarès: 18 (7−7−4)

### Individual: 23 (7−16)
| Llegenda (pre/post 2009)                                 |
| -------------------------------------------------------- |
| Grand Slams (0−0)                                        |
| Tennis Masters Cup / ATP Finals (0−0)                    |
| ATP Masters Series / ATP World Tour Masters 1000 (0−1)   |
| ATP International Series Gold / ATP World Tour 500 (1−5) |
| ATP International Series / ATP World Tour 250 (6−10)     |

| Títols per superfície |
| --------------------- |
| Dura (2−5)            |
| Gespa (0−1)           |
| Terra batuda (5−10)   |

| Resultat  | Núm. | Data                 | Torneig                    | Superfície   | Oponent en la final   | Marcador            |
| --------- | ---- | -------------------- | -------------------------- | ------------ | --------------------- | ------------------- |
| Finalista | 1.   | 7 de març de 2004    | Acapulco, Mèxic            | Terra batuda | Carles Moyà           | 3−6, 0−6            |
| Guanyador | 1.   | 12 d'abril de 2004   | València, Espanya          | Terra batuda | Albert Montañés       | 7−6(5), 6−3         |
| Finalista | 2.   | 30 de juliol de 2005 | Kitzbühel, Àustria         | Terra batuda | Gastón Gaudio         | 6−2, 2−6, 4−6, 4−6  |
| Finalista | 3.   | 27 d'octubre de 2007 | Sant Petersburg, Rússia    | Dura (i)     | Andy Murray           | 2−6, 3−6            |
| Finalista | 4.   | 22 de juny de 2008   | Nottingham, Regne Unit     | Gespa        | Ivo Karlović          | 5−7, 7−6(4), 6−7(8) |
| Guanyador | 2.   | 20 de juliol de 2008 | Umag, Croàcia              | Terra batuda | Igor Andreev          | 3−6, 6−4, 7−6(4)    |
| Finalista | 5.   | 5 de gener de 2009   | Brisbane, Austràlia        | Dura         | Radek Štěpánek        | 6−3, 3−6, 4−6       |
| Guanyador | 3.   | 29 d'agost de 2009   | New Haven, Estats Units    | Dura         | Sam Querrey           | 6−4, 7−6(6)         |
| Finalista | 6.   | 4 d'octubre de 2009  | Kuala Lumpur, Malàisia     | Dura (i)     | Nikolai Davidenko     | 4−6, 5−7            |
| Guanyador | 4.   | 14 de febrer de 2010 | San Jose, Estats Units     | Dura (i)     | Andy Roddick          | 3−6, 6−4, 6−4       |
| Finalista | 7.   | 18 d'abril de 2010   | Montecarlo, Mònaco         | Terra batuda | Rafael Nadal          | 0−6, 1−6            |
| Guanyador | 5.   | 25 d'abril de 2010   | Barcelona, Espanya         | Terra batuda | Robin Söderling       | 6−3, 4−6, 6−3       |
| Finalista | 8.   | 22 de maig de 2010   | Niça, França               | Terra batuda | Richard Gasquet       | 3−6, 7−5, 6−7(5)    |
| Finalista | 9.   | 13 de febrer de 2011 | San Jose                   | Dura (i)     | Milos Raonic          | 6−7(6), 6−7(5)      |
| Finalista | 10.  | 1 de maig de 2011    | Estoril, Portugal          | Terra batuda | Juan Martín del Potro | 2−6, 2−6            |
| Finalista | 11.  | 31 de juliol de 2011 | Gstaad, Suïssa             | Terra batuda | Marcel Granollers     | 4−6, 6−3, 3−6       |
| Finalista | 12.  | 4 de març de 2012    | Acapulco (2)               | Terra batuda | David Ferrer          | 1−6, 2−6            |
| Finalista | 13.  | 14 de juliol de 2013 | Bastad, Suècia             | Terra batuda | Carlos Berlocq        | 5−7, 1−6            |
| Guanyador | 6.   | 13 d'abril de 2014   | Houston, Estats Units      | Terra batuda | Nicolás Almagro       | 6−3, 7−6(4)         |
| Guanyador | 7.   | 25 d'abril de 2016   | Bucarest, Romania          | Terra batuda | Lucas Pouille         | 6−3, 6−2            |
| Finalista | 14.  | 17 de juliol de 2016 | Bastad (2)                 | Terra batuda | Albert Ramos Viñolas  | 3−6, 4−6            |
| Finalista | 15.  | 4 de març de 2017    | Dubai, Emirats Àrabs Units | Dura         | Andy Murray           | 3−6, 2−6            |
| Finalista | 16.  | 25 de febrer de 2018 | Rio de Janeiro, Brasil     | Terra batuda | Diego Schwartzman     | 2−6, 3−6            |

### Dobles: 13 (8−5)
| Llegenda (pre/post 2009)                                 |
| -------------------------------------------------------- |
| Grand Slams (0−0)                                        |
| Tennis Masters Cup / ATP Finals (1−0)                    |
| ATP Masters Series / ATP World Tour Masters 1000 (0−1)   |
| ATP International Series Gold / ATP World Tour 500 (3−2) |
| ATP International Series / ATP World Tour 250 (4−2)      |

| Títols per superfície |
| --------------------- |
| Dura (3−3)            |
| Gespa (0−0)           |
| Terra batuda (5−1)    |

| Resultat  | Núm. | Data                   | Torneig                           | Superfície   | Parella                | Oponents en la final                  | Marcador               |
| --------- | ---- | ---------------------- | --------------------------------- | ------------ | ---------------------- | ------------------------------------- | ---------------------- |
| Guanyador | 1.   | 25 d'octubre de 2004   | Estocolm, Suècia                  | Dura (i)     | Feliciano López        | Wayne Arthurs Paul Hanley             | 6−4, 6−4               |
| Finalista | 1.   | 22 de juliol de 2007   | Stuttgart, Alemanya               | Terra batuda | Guillermo García López | František Čermák Leoš Friedl          | 4−6, 4−6               |
| Finalista | 2.   | 10 de gener de 2009    | Brisbane, Austràlia               | Dura         | Mischa Zverev          | Marc Gicquel Jo-Wilfried Tsonga       | 4−6, 3−6               |
| Guanyador | 2.   | 25 de febrer de 2012   | Buenos Aires, Argentina           | Terra batuda | David Marrero          | Michal Mertiňák André Sá              | 6−4, 6−4               |
| Guanyador | 3.   | 3 de març de 2012      | Acapulco, Mèxic                   | Terra batuda | David Marrero          | Marcel Granollers Marc López          | 6−3, 6−4               |
| Guanyador | 4.   | 14 de juliol de 2012   | Umag, Croàcia                     | Terra batuda | David Marrero          | Marcel Granollers Marc López          | 6−3, 7−6(4)            |
| Guanyador | 5.   | 22 de juliol de 2012   | Hamburg, Alemanya                 | Terra batuda | David Marrero          | R. Dutra da Silva D. Muñoz de la Nava | 6−4, 6−3               |
| Finalista | 3.   | 28 d'octubre de 2012   | València, Espanya                 | Dura (i)     | David Marrero          | Alexander Peya Bruno Soares           | 3−6, 2−6               |
| Guanyador | 6.   | 22 de setembre de 2013 | Sant Petersburg, Rússia           | Dura (i)     | David Marrero          | Dominic Inglot Denis Istomin          | 7−6(6), 6−3            |
| Finalista | 4.   | 13 d'octubre de 2013   | Xangai, Xina                      | Dura         | David Marrero          | Ivan Dodig Marcelo Melo               | 6−7(2), 7−6(6), [2−10] |
| Guanyador | 7.   | 11 de novembre de 2013 | ATP World Tour Finals, Regne Unit | Dura (i)     | David Marrero          | Bob Bryan Mike Bryan                  | 7−5, 6−7(3), [10−7]    |
| Finalista | 5.   | 12 d'abril de 2014     | Houston, Estats Units             | Terra batuda | David Marrero          | Bob Bryan Mike Bryan                  | 6−4, 4−6, [9−11]       |
| Guanyador | 8.   | 24 de febrer de 2018   | Rio de Janeiro, Brasil            | Terra batuda | David Marrero          | Nikola Mektić Alexander Peya          | 5−7, 7−5, [10−8]       |

### Equips: 4 (4−0)
| Resultat  | Núm. | Data                      | Torneig                              | Superfície       | Equip                                          | Oponents                                                            | Marcador |
| --------- | ---- | ------------------------- | ------------------------------------ | ---------------- | ---------------------------------------------- | ------------------------------------------------------------------- | -------- |
| Guanyador | 1.   | 21–23 de novembre de 2008 | Copa Davis, Mar del Plata, Argentina | Dura (i)         | David Ferrer Marcel Granollers Feliciano López | José Acasuso Agustín Calleri Juan Martín Del Potro David Nalbandian | 3−1      |
| Guanyador | 2.   | 4–6 de desembre de 2009   | Copa Davis, Barcelona, Catalunya     | Terra batuda (i) | David Ferrer Feliciano López Rafael Nadal      | Tomáš Berdych Lukas Dlouhy Jan Hajek Radek Štěpánek                 | 5−0      |
| Guanyador | 3.   | 2–4 de desembre de 2011   | Copa Davis, Sevilla, Espanya         | Terra batuda (i) | David Ferrer Feliciano López Rafael Nadal      | Juan Martín Del Potro Juan Mónaco David Nalbandian Eduardo Schwank  | 3−1      |
| Guanyador | 4.   | 5 de gener de 2013        | Copa Hopman, Perth, Austràlia        | Dura             | Anabel Medina Garrigues                        | Ana Ivanović Novak Đoković                                          | 2−1      |

## Trajectòria

### Individual
| Torneig | 2002 | 2003 | 2004  | 2005        | 2006        | 2007        | 2008  | 2009        | 2010        | 2011        | 2012  | 2013        | 2014        | 2015        | 2016  | 2017        | 2018        | 2019        | 2020        | 2021 | 2022 | Títols    | V – D     |
| --- | ---- | ---- | ----- | ----------- | ----------- | ----------- | ----- | ----------- | ----------- | ----------- | ----- | ----------- | ----------- | ----------- | ----- | ----------- | ----------- | ----------- | ----------- | ---- | ---- | --------- | --------- |
| Open d'Austràlia | A    | Q1   | 1R    | 2R          | 2R          | 2R          | 2R    | SF          | 4R          | 4R          | 1R    | 3R          | 2R          | 3R          | 2R    | 1R          | 2R          | 3R          | 3R          | A    |      | 0 / 17    | 26 – 17   |
| Roland Garros | A    | Q1   | 2R    | 1R          | 2R          | 4R          | 4R    | 4R          | 4R          | 3R          | 3R    | 2R          | 4R          | 2R          | 3R    | 4R          | 4R          | 2R          | A           | 1R   |      | 0 / 17    | 32 – 17   |
| Wimbledon | A    | 1R   | 2R    | 2R          | 4R          | 3R          | 4R    | 4R          | 1R          | 2R          | 3R    | QF          | 1R          | 3R          | 1R    | 1R          | 1R          | 4R          | NC          | 1R   | 1R   | 0 / 19    | 25 – 19   |
| US Open | A    | 3R   | 2R    | 4R          | 3R          | 3R          | 3R    | QF          | QF          | 3R          | 3R    | 1R          | 2R          | 2R          | 1R    | 2R          | 3R          | 2R          | A           |      | 1R   | 0 / 18    | 30 – 18   |
| Jocs Olímpics | NC   | NC   | A     | No celebrat | No celebrat | No celebrat | A     | No celebrat | No celebrat | No celebrat | 1R    | No celebrat | No celebrat | No celebrat | A     | No celebrat | No celebrat | No celebrat | No celebrat |      | NC   | 0 / 1     | 0 – 1     |
| ATP World Tour Finals | A    | A    | A     | A           | A           | A           | A     | RR          | A           | A           | A     | A           | A           | A           | A     | A           | A           | A           | A           |      |      | 0 / 1     | 0 – 3     |
| Total Victòries–Derrotes                                                                                                   | 1−2  | 7−12 | 31−25 | 35−28       | 32−26       | 34−28       | 47−27 | 52−25       | 43−22       | 36−24       | 32−22 | 29−23       | 26−20       | 24−26       | 29−26 | 29−25       | 33−28       | 26−27       | 6−7         |      |      | 554 – 429 | 554 – 429 |
| Rànquing a final d'any | 173  | 109  | 36    | 32          | 35          | 26          | 16    | 9           | 9           | 24          | 24    | 30          | 33          | 49          | 42    | 35          | 28          | 49          | 65          |      |      |           |           |
| Llegenda: G: Guanyador; F: Finalista; SF: Semifinalista; QF: Quarts de final; Q: Qualificació; A: Absent; RR: Round Robin; |      |      |       |             |             |             |       |             |             |             |       |             |             |             |       |             |             |             |             |      |      |           |           |

### Dobles
| Torneig | 2004  | 2005  | 2006 | 2007 | 2008  | 2009  | 2010 | 2011 | 2012  | 2013  | 2014  | 2015 | 2016 | 2017 | 2018 | 2019 | Títols    | V – D     |
| --- | ----- | ----- | ---- | ---- | ----- | ----- | ---- | ---- | ----- | ----- | ----- | ---- | ---- | ---- | ---- | ---- | --------- | --------- |
| Open d'Austràlia | A     | 1R    | 2R   | 1R   | 1R    | QF    | A    | A    | A     | QF    | 2R    | A    | 2R   | 2R   | 1R   | 2R   | 0 / 11    | 10 – 10   |
| Roland Garros | 1R    | 1R    | 1R   | 2R   | A     | 1R    | A    | A    | A     | QF    | 2R    | A    | 1R   | SF   | 1R   | A    | 0 / 10    | 9 – 10    |
| Wimbledon | 2R    | 1R    | A    | 1R   | 3R    | A     | A    | A    | A     | A     | A     | A    | A    | 1R   | 1R   | A    | 0 / 6     | 3 – 5     |
| US Open | QF    | 3R    | 1R   | 1R   | QF    | A     | A    | A    | 1R    | 1R    | QF    | 2R   | 3R   | 1R   | A    | 1R   | 0 / 12    | 14 – 12   |
| ATP World Tour Finals | A     | A     | A    | A    | A     | A     | A    | A    | A     | G     | A     | A    | A    | A    | A    | A    | 1 / 1     | 4 – 1     |
| Victòries–Derrotes | 18−16 | 11−14 | 6−14 | 8−14 | 20−19 | 12−10 | 4−7  | 2−16 | 26−10 | 39−20 | 18−16 | 11−9 | 8−7  |      |      |      | 176 – 162 | 176 – 162 |
| Rànquing a final d'any | 89    | 83    | 228  | 112  | 51    | 84    | 201  | 393  | 29    | 8     | 37    | 99   | 171  | 66   | 80   |      |           |           |
| Llegenda: G: Guanyador; F: Finalista; SF: Semifinalista; QF: Quarts de final; Q: Qualificació; A: Absent; RR: Round Robin; |       |       |      |      |       |       |      |      |       |       |       |      |      |      |      |      |           |           |